# 決勝時刻：黑色行動II
《決勝時刻：黑色行動II》是一款由Treyarch製作並由動視發行的第一人稱射擊遊戲，于2012年11月13日登陆Microsoft Windows、PlayStation 3和Xbox 360，11月18日和11月30日分别登陆美国、欧洲和澳洲的Wii U，是決勝時刻系列的第9部作品、2010年游戏《使命召唤：黑色行动》的续集和首部登陆Wii U平台的《使命召唤》作品。
游戏是《使命召唤》系列首次出现未来战争技术，首创由玩家选择分支剧情和剧情模式关卡开始前选择武器的玩法，还提供3D显示选项。掌机版《使命召唤：黑色行动 解密》同步登陆PlayStation Vita，发售仅24小时便创下5亿多美元的总额。自2013年9月以来，游戏保持着史上最高的营销额，直至被《侠盗猎车手V》的8亿美元纪录打破。2012年1月，游戏在美国售出750万张，成为该月最畅销的游戏。
续集《使命召唤：黑色行动III》于2015年发行，《黑色行動》世界的第五部作品《黑色行動4》也于2018年發行。

## 游戏特色

### 殭屍模式
殭屍模式再次來到《決勝時刻》。它的前身是《戰爭世界》和《黑色行動》。新故事承接了Treyarch殭屍世界觀中角色的故事。

## 剧情

### 单人模式

#### 背景
《黑色行動2》的故事發生在公元2025年（不同於前作《黑色行動》的冷戰時期）。在該作的背景故事中，中国在本國股市遭遇「核心之日」（Cordis Die）駭客襲擊而癱瘓後便禁止一切稀土元素的出口。此後，中国和美國進入了一段類似二十世紀美蘇冷戰般的狀態。 2025年各國已經開始以各種軍用機器人、電子戰、無人武器和載具等高科技產品作為主要打擊力量。本作中，這些科技成果將會被刻畫為一把隨時可能被交戰雙方中的一方奪取，並被反過來利用在自己原先主人身上的雙刃劍。
儘管故事的主線設定在公元2025年的近未來時段，其劇情開始在1980年代的冷戰時期，意在講解本作中的主要敵人：勞爾·梅南德斯（Raul Menendez）的發跡經過，他亦在2025年開始挑動中美戰爭。在遊戲前段，玩家控制的人物仍然是前作《黑色行動》的主角亞歷克斯·梅森（Alex Mason），而他將出現的關卡講述了一段80年代發生在南美洲的局部戰爭。前作中的另一個人物法蘭克·伍茲（Frank Woods），也將於本作重新登場，在2025年已近垂暮的他負責擔任未來時段的遊戲旁白，以回憶的模式講述1980年代的劇情。而在未來時段，玩家操縱的主要角色則是梅森的兒子，大衛·梅森（David Mason）。

#### 时间轴
1973年，有美国商人为了诈取保险金，策划火灾把勞爾家燒毁。當時還是孩子的梅南德斯及他的妹妹何塞芬娜在大火中被困，何塞芬娜被嚴重燒傷。自此他開始出現反美情绪。
1982年，鑑於中情局发现梅南德斯父亲与南美毒品交易有瓜葛后，暗杀了他的父亲。
1986年，法兰克·伍兹与队友们援助若纳斯·萨文比的争取安哥拉彻底独立全国联盟反抗安哥拉的马克思主义政府时意外失踪。虽然中央情报局不支持他们的行动，但哈德森还是抱着希望援救任何幸存者。梅森和哈德森从奥卡万戈河中救出伍兹后不久，梅森在一處古巴軍隊駐紮的村莊遇到了年輕的梅南德斯，此时的梅南德斯己是非洲南部和南美洲丛林冲突的知名武器商人。在戰鬥過程中梅森用手槍射瞎了梅南德斯的右眼，梅南德斯趁戰亂逃脱，三人在前來接應的薩文比的掩護下逃脫追捕。
据伍兹透露，梅南德斯将伍兹俘虏后，殘暴虐殺他的隊友(旨在了解CIA关于他自己的信息)，伍兹掙扎求存直至被救出。自从这件事之后，伍兹對梅南德斯復仇欲望便不曾消失。
1986年9月5日，梅森與傷癒后的伍茲前往阿富汗，在中國特工趙天（Tian-Zhao）的帶領下與聖戰者指揮官穆拉·拉赫曼（Mullah Rahmaan）及哈德森會面。他們與聖戰者擊退了蘇聯軍隊的進攻，并在一輛坦克裏捕獲列夫·克拉夫琴科。一番拷问後，克拉夫琴科供出梅南德斯在中情局安插了臥底后被處決。穆拉立刻背叛美国人和赵天，把他们扔在阿富汗的荒漠，直至他们被两个身份不明的平民救走。在梅森的幻覺中則是在60年代早已戰死的雷澤諾夫顯靈，前來再次拯救他於水火之中。
1986年9月25日，梅森、伍茲和哈德森在巴拿馬進行抓捕梅南德斯的任務。與中央情報局合作的、巴拿馬獨裁者曼紐爾·諾列加及巴拿馬國防軍控制住了梅南德斯，過程中他們點燃了梅南德斯的房間。諾列加爲了向梅南德斯示好而解開了他的手銬，但梅南德斯因隱約聽到他妹妹的尖叫求救聲而擊倒諾列加，一路衝殺至房間處，不過在走廊盡頭處被趕來的哈德森攔下。同時，由梅森帶領的隊伍也到達了房間走廊另一端。伍兹因梅南德斯曾在安哥拉虐殺他的隊友而憤怒地開槍朝他掃射，梅森立刻出手制止，但伍茲擊倒梅森後又擲出手榴弹，梅森再次阻止干擾，使得手榴彈改变反弹路径，误将房间中的何塞菲娜炸死。而梅南德斯则诈死，经巴拿马国防军之手将“尸体”运走逃出生天。
1989年12月20日，美國軍隊進攻巴拿馬。梅森和伍茲則進行散佈謠言污蔑并抓捕諾列加的任務，行動由哈德森從電臺指揮。他們成功捕獲諾列加后卻被哈德森要求把他帶到巴拿馬運河某個碼頭的指定地點進行人質交換。梅森前往哈德森的所在位置，伍茲則與諾列加登上碼頭一座建築的樓頂。伍茲在哈德森的要求下，用M82A1狙擊步槍狙擊了一個被告知為是梅南德斯的蒙面人。後來伍茲發現該蒙面人是梅森，才醒悟這是諾列加與梅南德斯的圈套。憤怒的伍茲欲拿出手槍殺掉諾列加，卻被梅南德斯以SPAS-12霰彈槍開槍打斷了雙膝。之後梅南德斯在處決哈德森前向伍茲透露他已在任務開始前綁架了哈德森以及當時還是孩子的大衛·梅森，無線電中的哈德森是梅南德斯以大衛的性命做威脅所發布的錯誤命令。不过，他留了大卫和残废的伍兹性命，並发誓要卷土重来报仇。
2014年6月，梅南德斯成立了“核心之日”，並在伊朗德黑蘭和朝鮮平壤發起暴動。而在2018年，“核心之日”對中國股市發起了網絡攻擊，造成損失一萬億美元。中國指責美國，稱要為全球經濟崩潰負責，導致中美關係緊張。
2021年6月底，“核心之日”在YouTube上上傳了一段視頻，內容是美國參與對中國股市的網絡攻擊。十天后，“核心之日”的Twitter賬戶被美國政府刪除。 7月初，聯邦調查局局長在他的公寓內被發現燒死。
2025年，梅南德斯以“核心之日”精神领袖身份回归，全世界範圍都有很多他的信徒，并且他手下有一支龐大而且精銳的傭兵軍隊。同年4月20日，如今己是海豹突击队员，代号“断戟(Section)”的大卫·梅森率领麥克·哈珀（Mike Harper）、哈維爾·薩拉查（Javier Salazar）與克羅斯比（Crosby）組成的小隊用滑翔衣空降進入梅內德斯位於緬甸的一處據點搜尋鈰元素的情報。經過一輪戰鬥後他們發現一處隱藏在神廟地下的研究所。在研究所裡，他們遇到躲在箱子內躲避交火的技術人員艾瑞克·布萊納（Erik Breighner），布萊納帶他們取得了鈰元素晶片。在告訴他們有關梅南德斯的情報後，布萊納不幸地被前來增援的傭兵射殺。之後梅森的小隊與接應的海軍上將布里格斯（Admiral Briggs）的隊伍會合，並把鈰元素晶片交給了布里格斯。
2025年5月29日，梅森的小隊前往巴基斯坦拉合爾，在洪水中避開傭兵無人機的巡邏，滲透進入三軍情報局的據點，以遠距離錄音的方式搜集梅南德斯與其副手德法科（DeFalco）的情報。後來他們被梅南德斯發現，三軍情報局的人員對他們展開了追捕。梅森的小隊在一架無人機的掩護下駕車逃離了據點，卻在預定接應地點遇到了已是中國人民解放軍將軍的趙天及中國士兵。趙天稱「美國軍隊不應出現在巴基斯坦」，但确认双方目标都是梅南德斯后，放了梅森小队一条生路。
2025年6月12日，梅森，哈珀和薩拉查在開曼群島的一座人工城市「巨堡」（Colossus）上尋在情報中提及的代號為「業障」（Karma）的電子武器。在中央情報局臥底兼技術專家法里德（Farid）的協助下，他們通過了巨堡的安全檢查，利用蜘蛛型機器人用電擊擊倒並搜集了一名安保人员的虹膜資訊，以此進入了安全控制室。通過控制室中的資料庫他們發現「業障」其實是一名叫克洛伊·林奇（Chloe Lynch）的女子。確定了她的位置後梅森等人跟她說明所面臨的危險，這時德法科和傭兵卻搶先一步擄走了克洛伊。梅森等人被迫在「巨堡」與傭兵戰鬥，欲奪回克洛伊。
2025年6月19日，也門索科特拉島，梅森，哈珀，薩拉查與美國聯合特種作戰部隊在臥底法里德的配合下逮捕了梅南德斯。其後，梅南德斯被帶往墨西哥灣上的美國海軍航空母艦贝拉克·奥巴馬號（U.S.S Barack Obama）上審問。審問期間，奥巴馬號卻突然遭到了無人機及空降傭兵的攻擊，梅南德斯趁機擊倒梅森後逃跑。此時奥巴馬號的安全防禦系統因遭到入侵而開始攻擊艦上美軍。薩拉查前往協助布里格斯將軍；梅森則在擊退敵人後抵達安全控制室，通過顯示螢幕發現布里格斯在艦隊指揮室中正要重設安全防禦系統。因此，梅南德斯得以從解鎖的門進入指揮室。同在控制室內的薩拉查這時卻叛變槍殺了其他美軍，協助梅南德斯控制了布里格斯。梅南德斯以藏在右邊义眼中的鈰元素晶片把病毒上傳至奥巴馬號的系統，以此控制了整個美國軍方的無人機和全球衛星定位系統。梅南德斯後駕駛一架甲板上的戰鬥機逃離，薩拉查投降，梅森則駕駛一架垂直起降飛機離開了奥巴馬號。
2025年6月19日，當天晚些時候，梅南德斯命令無人機及傭兵攻擊了正在舉行G20峰會的洛杉磯。梅森，美國特勤局特工及洛杉磯市警局掩護美國總統博斯沃思（President Bosworth）撤離。在一架FA-38戰鬥機的掩護下他們穿過了洛杉磯市中心，戰鬥機卻因為被擊中而迫降在道路上，梅森代替不省人事的飛行員安德森（Anderson）駕駛戰鬥機，掩護總統車隊抵達避難所。
次日，經過洛杉磯被襲擊的事件後，美軍發現控制無人機的信號發射源位於海地。美軍派出空降部隊關閉信號發射源並搜尋梅南德斯，梅森則被任命為指揮官。梅森與美軍一路戰鬥抵達中央控制室，他們欲重新奪取無人機的控制權，卻發現系統已被鎖死，無人機已飛臨紐約、上海及華盛頓特區的上空。同時，梅南德斯像全世界發佈了一段錄影談話；並向受控的美軍無人機下達了自毀命令，這使美軍的軍力大大受挫。梅森發現梅南德斯已換上美軍制服潛逃，並一路追擊，終於在一處出口附近擊倒並用手槍杀死了梅南德斯。
梅南德斯的視頻成功激起了世界各地的“核心之日”支持者的情緒，並導致美國華盛頓特區發生暴亂，抗議者放火燒毀了白宮。

### 僵尸模式

#### 背景
后末日时代，月球发射导弹攻击地球，引发僵尸肆虐。四位主角塞缪尔·J·斯提宇菱格（Samuel J Stuhlinger）、马尔顿·约翰逊（Marlton Johnson）、阿比盖尔·“米斯蒂”·布里亚顿（Abigail "Misty" Briarton）、罗斯曼（Russman），受担纲恶魔播音员的前作主角爱德华·希霍托芬（Dr. Edward Richtofen）的监督。路德维格·马克西斯博士（Dr. Ludvig Maxis）执导四主角帮助他对抗希霍托芬。玩家选择帮助马克西斯或希霍托芬，同样会导致结局有所不同。新队员阿尔伯特·“黄鼠狼”·阿灵顿（Albert "The Weasel" Arlington）、比利·汉德森（Billy Handsome）、迈克尔·“芬恩”·欧莱利（Michael "Finn" O'Leary）和萨尔瓦多·“萨尔”·德鲁卡（Salvatore "Sal" DeLuca）在地图Mob of the Dead中亮相。而地图Origins则将队员换成塔克·邓普西（Tank Dempsey）、尼古莱·贝林斯基（Nikolai Belinski）、正木武雄、希霍托芬及马克西斯女儿萨曼莎（Samantha）。

#### 剧情
冷战时期的内华达州，一队疾病预防控制中心的探员进入核试地点“核弹镇”（Nuketown）时，遭到了僵尸的袭击。此时，希霍托芬博士侵入以太并夺取僵尸的控制权，马克西斯率领女儿萨曼莎和希霍托芬前部下邓普西、尼古莱和武雄，试图阻止希霍托芬的计划。随后马克西斯向地球发射三枚装载115元素的火箭（Element 115），摧毁地球大气层。其中一枚彻底摧毁核弹镇杀死所有生物。
月球事件过后，僵尸肆虐，地球变得如同地狱般支离破碎。在新世界里，四名幸存者斯提宇菱格、米斯蒂、马尔顿和罗斯曼，乘坐机器人司机驾驶的大巴逃离华盛顿。变成数字人工智能的希霍托芬以及马克西斯帮助他们。让四人协助他们启动该地区的一座塔。无论是否完成，希霍托芬都把他们传送到中国上海的废墟闹市区。四人遭遇食人邪教“肉体”（The Flesh），115元素亦开始靠空气传播瘟疫。希霍托芬告诉斯提宇菱格，他曾经是“肉体”的一员，这吓坏了斯提宇菱格。之后，马克西斯和希霍托芬再度指示四人启动第二座塔。
上海一役后，厄斯曼率先众人前往非洲大洞“裂谷”（The Rift），希望找出驱使他们的神秘力量的答案。希霍托芬命令塞缪尔“修补裂谷”。四人在地底的西式小镇与哑巴无名巨人结盟，在一间大豪宅被幽灵女人的阻挡。玩家若在希霍托芬的援助下启动最后一座塔，将在以太和地球获得无限超能力，杀死马克西斯，让萨曼莎灵魂受永生天谴。若帮助马克西斯，将借塔的力量进入并最终控制以太，将希霍托芬封印在僵尸体内。然而，地球开始颤动，马克西斯向四人解释称他已启动毁灭地球的进程，而人类都来到萨曼莎可能在的雅戈泰城。
独立故事“活死人的暴动”（Mob of the Dead）聚焦四位被囚禁于恶魔岛的暴徒：萨尔、比利、芬恩和阿灵顿。1933年除夕的夜晚，四人决定越狱并尝试用阿灵顿的方案建造临时飞机“伊卡洛斯”（Icarus）号逃出恶魔岛。然而当阿灵顿杀死狱警得到钥匙并打开其它三人牢房的门后，监狱丧尸爆发，四人相继被丧尸杀死后复活，他们必须杀出一条血路。逃出监狱后，四人乘坐飞机离开恶魔岛，但飞机却被闪电击中坠毁在金门大桥，坐上金门大桥上的电椅后，四人死亡并被传送回监狱。他们多次尝试越狱，历经多次失败，但结果都一样。他们通过狱警的录音得知四人现在身处炼狱，越狱计划从来就没成功过，除夕夜当晚，因为逃狱过程中四人产生矛盾，阿灵顿被另外三人杀死并来到炼狱，另外三人几个星期后坐上电椅被处决，来到炼狱。不断循环，是对他们生前过错的惩罚。于是在金门大桥上，三人再次试图杀害阿灵顿。
结局有两个：若阿灵顿被杀，循环继续；若阿灵顿活下来，另外三人被杀，循环破除，阿灵顿最终逃脱惩罚，灵魂升上天堂。
“起源”发生在1918年一战期间的法国。935小组（Group 935）成立，领导人之一马克西斯为了确保德国取得战争胜利，下令生产机械人及负责控制元素力量的工作人员。困于据称是维利诞生的古墓，935小组意外引发史上首场僵尸疫情。为阻止德国、日本、俄罗斯和美国派出正木武雄，尼古拉和邓普西捕获高级技术的幕后推手希霍托芬。但在那时，935特工被围剿，马克西斯被切掉脑白质，变成僵尸。一行人被萨曼莎乞求他们到雅戈泰救她的声音吸引。希霍托芬将马克西斯的大脑放进无人机，加入僵尸战，救出萨曼莎。一行人最终成功，获邀进入雅戈泰，马克西斯也见到了女儿。但随后播出的片断称事实上，萨曼莎正和名叫艾迪的男孩玩弄着三部游戏僵尸模式角色的玩偶。听到空袭警报，马克西斯带两个孩子撤进地下室，马克西斯告诉萨曼莎他有个让游戏成真的计划。

## 結局
遊戲裡面有多種結局，是視乎玩家在故事關卡裡面的表現和參與Strike Force任務的關卡而定。

### 主要分歧
1. 梅南德斯的命運
- 如果玩家選擇殺死梅南德斯，結局就會爆發全球暴動，在網上短片中播出白宮被核心之日的支持者們所燒毀。这是游戏的“正统结局”，续作《使命召唤：黑色行动III》沿用了这一条路线，介绍了该事件之后世界格局被重新划分，各个势力互相争斗，进入新冷战。
- 如果玩家選擇不殺死梅南德斯，大衛就會將梅南德斯拘捕收監。后续结局取决于克洛伊是否存活。

2. 女駭客克洛伊·林奇的存活
- 如果克洛伊·林奇活著，她化解了電腦病毒對全球所有電腦系統的攻擊。如果梅南德斯活著坐牢的話，他在監獄中看到林奇在電視節目中接受訪談，聽到林奇調侃他之後很氣憤地用頭鎚砸壞電視機。
- 如果克洛伊·林奇死亡（被抓走后再次救援失败，航母上被枪击或随航母击沉而葬身大海），则沒有人能夠阻止電腦病毒擴散全球。如果梅南德斯活著，他就會趁著電腦病毒破壞監獄的保安系統而逃出監獄，然後潛入護老院殺死伍玆為何塞菲娜報仇，大仇得报后去何塞菲娜的墓前自焚。

3. 亞歷克斯‧梅森的生死
- 如果伍玆在巴拿馬的任務中爆头狙殺被蒙著面的梅森，则梅森死亡，在結局中伍玆帶大衛去祭拜他父親的墳墓，大衛說他決定退出兵役。
- 如果伍玆只射傷梅森（如击中躯干或者腿部而非爆头），则梅森生还，在结局中梅森会去养老院探望伍玆，還和兒子大衛團聚。

### 关键选项
4. 法瑞德与哈珀的存亡
- 如果在控制法瑞德的期间枪决哈珀，那么法瑞德将会存活，若当时成功救下克洛伊·林奇，在航母上萨拉查开枪枪击克洛伊·林奇的时候法瑞德将会为其挡枪，从而使克洛伊·林奇存活下来。
- 如果在控制法瑞德的期间不枪决哈珀而对梅南德斯进行攻击，那么法瑞德就会被梅南德斯反杀，届时将无人能够救下克洛伊·林奇，她将会在航母上被萨拉查枪杀，將無人能夠恢復歐巴馬號航空母艦防禦系統。但哈珀则会与大卫并肩作战到最后一刻。

5. 德法科的存亡
- 如果在德法科逃离巨像岛前追上德法科并且将他杀死，那么克洛伊·林奇将会获救并且被带上航母。而如果法瑞德存活，那么在萨拉查枪击克洛伊的时候法瑞德会为克洛伊挡下子弹，克洛伊将会得以存活。
- 如果让德法科逃离巨像岛并且带走克洛伊·林奇，但第二次救援成功，克洛伊·林奇则会在航母上被德法科枪击，如果法瑞德存活，则法瑞德的及时干预会使克洛伊仅是受伤并未被枪杀。
- 如果让德法科逃离巨像岛并且带走克洛伊·林奇，且第二次救援失败，克洛伊·林奇则会死亡。但德法科則會與梅南德斯並肩作戰到最後一刻。

6. 趙將軍的存亡
- 如果玩家攻破所有Strike Force任務，參加追殺趙將軍的任務並成功殺死他的話，中國總理就會決定和美國結盟共同對抗核心之日，并诚挚的对美国总统表示感谢。
- 如果玩家并未攻破所有Strike Force任務或者未能成功击杀赵将军的话，中國會繼續與美國為敵並拒絕伸出援手，同时陈总理亦会在洛杉矶的交谈中怒斥美国总统。

7. 布里格斯上将的存亡
- 如果玩家在之前未能成功击杀赵将军，或者克洛伊·林奇死亡，那么不管布里格斯上将是否存活，奥巴马号都会被击沉。
- 在成功击杀赵将军并且克洛伊·林奇存活的情况之下，如果玩家在控制梅南德斯的期间选择枪击布里格斯上将的腿部（或者不开枪，布里格斯会试图冲上前殴打梅南德斯，然后被萨拉查用枪托打晕），那么布里格斯上将将会存活，奥巴马号航空母舰防御系统将会重新启动并且成功坚持到中国军队的救援到来。
- 如果玩家在控制梅南德斯的期间选择杀死布里格斯上将，那么将没人能够重新启动奥巴马号航空母舰的防御系统，届时大卫离开航空母舰后舰船将会被击沉，船上所有人都会葬身大海。

### 彩蛋
无论玩家达成了哪种结局，最后玩家都会触发一个过场动画作为彩蛋，内容为Avenged Sevenfold的演唱会，但乐队的鼓手和吉他手变为了伍兹和梅内德斯。期间在故事中出场的各个角色（无论他们是否存活）会登场观看演唱会。

## 登場人物

### 美國

#### 美國政府
- 博斯沃思總統（President Bosworth）：在游戏背景里设定为美国第一位女总统。
- 大衛·彼得雷烏斯（David Petraeus）：現實人物，在游戏里担任现任國防部長。

#### 美國中央情報局
- 亞歷克斯·梅森（Alex Mason）：前作《黑色行動》的主角，為1980年代關卡中的可玩角色之一。本已過著退休生活，但於1986年被哈德森找上門告知伍茲在任務中下落不明而決定重返CIA。他的生死由玩家決定。
- 法蘭克·伍茲（Frank Woods）：回憶關卡中的可玩角色之一，在“同受煎熬”中被梅南德斯打斷雙腳而變成傷殘。在2025年仍活著（95歲）的他住在退伍軍人宿舍中，並向大衛·梅森講述過去所發生的事情。與梅森一樣，他的生死由玩家決定。
- 傑森·哈德森（Jason Hudson）：CIA特工，智商極高，領導能力强。在任务“同受煎熬”中被梅南德斯绑架后向伍兹发出假命令，以換取對方不殺梅森的兒子大衛，結果使伍兹杀死或击伤梅森，后本人在迫於無奈之下同意被梅南德斯杀死，以換取對方放過大衛和伍兹。
- 馬克·麥克奈特（Mark McKnight）：CIA特工，與家人居住在巴拿馬城。在美國進攻巴拿馬行動中為梅森等人提供情報及狙擊火力掩護。

#### 美國海豹第六小隊／聯合特種作戰司令部
- 大衛·梅森（David Mason）：本作《黑色行動II》主角，代號「斷戟」（Section），亞歷克斯·梅森之子，可玩角色之一。
- 邁克·哈珀（Mike Harper）：在2025年劇情中與大衛並肩作戰的隊友，他的生死由玩家決定。
- 湯米·布里格斯（Tommy Briggs）：美國海軍上將，奧巴馬號航空母艦（U.S.S Obama）的指揮官，他的生死由玩家決定。
- 法里德（Farid）：CIA在“核心之日”中的臥底，可玩角色之一。
- 哈維爾·萨拉查（Javier Salazar）：在尼加拉瓜長大，海豹部隊成員，實為梅南德斯在美國軍隊中的臥底。
- 克羅斯比（Crosby）：海豹部隊成員，協助大衛·梅森行動，在“奧德修斯”關卡最後駕駛運輸機將大衛·梅森接離奧巴馬號航空母艦的時候被一名溜上來的敵人槍擊，之後下落不明。

#### 美國空軍
- 安德森（Anderson）：FA-38戰鬥機飛行員，在洛杉磯為總統車隊提供空中掩護。因其座机两次被击中而被迫降落在马路上，最后因失血过多昏迷。

#### 美國特勤局
- 瓊斯（Jones）：特勤局特工，在洛杉磯保衛博斯沃思總統撤退。
- 塞繆爾斯（Samuels）：特勤局特工，在哈珀死亡後代替他在洛杉磯保衛博斯沃思總統撤退。
- 約翰遜（Johnson）：特勤局特工，在洛杉磯保衛博斯沃思總統撤退。

### 中華人民共和國

#### 中華人民共和國政府
- 陳總理（Premier Chen）：中華人民共和國國務院總理，在2025年關卡第一關的加載動畫中提到他下令限制中國稀土元素資源向全球的供應。陈总理对美国的态度由玩家的游戏表现决定。

#### 戰略防禦聯盟
- 趙天（Tian-Zhao）：中國人民解放軍將軍與戰略防禦聯盟主席，對美國呈敵視態度，主張聯合其他國家對抗美國。曾在1989年於阿富汗以線人身份跟亞歷克斯·梅森等人一同行動。其生死由玩家的游戏表现決定，若玩家成功通关所有突击任务，赵天就会被玩家击杀。

### 核心之日
- 勞爾·梅南德斯（Raul Menendez）：“核心之日”（拉丁語：Cordis Die）的首領，企圖煽動中美雙方戰爭，可玩角色之一，也是本作主要敵人。
- 德法科（DeFalco）：“核心之日”傭兵部隊的指揮官，梅南德斯的副手，協助梅南德斯行動。

### 巴拿馬
- 曼紐爾·諾列加（Manuel Noriega）：現實人物，巴拿馬獨裁者。

### 阿富汗聖戰者
- 穆拉·拉赫曼（Mullah Rahmaan）：聖戰者指揮官。在關卡“往日之傷”與梅森一行人一同抵抗蘇軍進攻，但最後背叛，把梅森一行人丟在沙漠中等死。

### 塔西佗科技公司
- 克洛伊·林奇（Chloe Lynch）：前塔西佗机器人公司雇員，擁有高超電腦技術，能破解梅南德斯的電腦病毒。其生死由玩家決定。
- 埃里克·布莱那（Erik Breighner）：被梅南德斯脅迫為其做研究的技術人員, 關卡“鈰元素”中把鈰元素裝置交到大衛·梅森手中後被“核心之日”的傭兵所殺。

### 爭取安哥拉徹底獨立全國聯盟
- 若納斯·薩文比（Jonas Savimbi）：現實人物，爭取安哥拉徹底獨立全國聯盟领导人，在關卡“皮洛士式的勝利”中與梅森、哈德森及伍茲共同作戰。

### 蘇聯軍隊
- 列夫·克拉夫琴科（Lev Kravchenko）：前作中的反派角色（在前作中担任反角德拉戈维奇的副手），於1986年在阿富汗被亚歷克斯·梅森等人捕獲後被處決。

### 其他人物
- 何塞芬娜·梅南德斯（Josefina Menendez）：勞爾·梅南德斯的妹妹，因1973年一次大火而導致其毁容及殘廢。在关卡《時間和命運》最后被伍兹丢出的手榴弹误炸身亡。
- 維克多·雷澤諾夫（Viktor Reznov）：前作中的蘇聯老兵，在《黑色行動》時幫助梅森逃離蘇聯而戰死，在本作仍在亞歷克斯·梅森的幻象中出現。但梅森本人卻堅信自己看見的雷澤諾夫不是幻覺。

## 遊戲中登場組織

### 玩家角色所屬
- 聯合特種作戰司令部（JSOC）
  - 三棲特戰第6分隊（ST6）：在2025年關卡中為大衛·梅森所屬組織。
- 中央情報局特別活動部（CIA Special Activities Division）
  - 在1980年代關卡中為亞歷克斯·梅森和弗蘭克·伍茲所屬組織。
- 中央情報局臥底／“核心之日”（CIA／Cordis Die）
  - 法里德潛入“核心之日”作為間諜時的身份。
- 梅嫩德斯販毒集團（Menendez Cartel）
  - 在“時間和命運”關卡中由玩家控制勞爾·梅嫩德斯。
- “核心之日”（Cordis Die）
  - “奧德修斯”關卡中由玩家控制勞爾·梅嫩德斯。

### 其他登場組織
- 美國軍隊
  - 美國陸軍
  - 美國空軍
  - 美國海軍
- 美國特勤局
- 洛杉磯警察局（LAPD）
  - 於“核心之日”關卡中登場。
- 戰略防禦同盟（SDC）
  - 由中華人民共和國領導的多國軍事同盟。
- 巴拿馬國防軍（PDF）
- 威嚴大隊（英语：Dignity Battalions）
- 聖戰者（Mujahideen）
- 蘇聯軍隊
- 中國人民解放軍（PLA）
- 爭取安哥拉徹底獨立全國聯盟（UNITA）
- 安哥拉人民解放運動（MPLA）
- 古巴軍隊
- 也門陸軍（英语：Yemeni Army）
- 也門民兵
  - 與“核心之日”結盟的反政府叛軍。
- 三軍情報局（ISI）
- “巨像”公司警衛

### 聯機模式的陣營
- 美國海軍三棲特戰第6分隊（ST6）
- 美國陸軍情報支援活動（ISA）
- 聯邦調查局（FBI）
  - 以戰術部隊的形象登場。
- 戰略防禦同盟（SDC）
- 僱傭兵（Mercs）
  - “核心之日”旗下的私人部隊。
- 也門民兵（Yemeni Militia）

## 开发
动视暴雪总裁罗伯特·科蒂克表示《使命召唤》新作正在开发，定于2012年上市，是系列最新作品。游戏于2012年2月9日动视第四季度财报电话会议上正式公布。伊朗门事件人物奥利弗·诺斯担纲20世纪80年代部分剧情顾问，并协助游戏宣传。国防专家兼作家P·W·辛格担纲2025年剧情顾问。

### 网上遭泄
2012年2月，亚马逊法国的《使命召唤：黑色行动II》产业页面出现不久被拿下后，有关《黑色行动II》的层出不穷。动视尚未发布消息，但Gameblog声称动视要求其撤下之前的报道，遭到拒绝后，出版商随即切断Gameblog的广告支持，游戏评论邮发和动视日后的活动均不能插手。但后来动视否认Gameblog断财路的说法。约同一时间，计算机游戏画家雨果·拜仁（Hugo Beyer）也将《黑色行动II》列入他的领英简历目前项目中，但不久后撤掉。拜仁供职于Nerve Software，是“达拉斯的独立开发人”，此前参与2010年的《黑色行动》等多个动视游戏。2012年1月，动视申请的《黑色行动II》商标曝光。后来，2012年3月，法国娱乐国家零售商Fnac列出《黑色行动II》，引发发售日在11月的猜测。
2012年4月9日，《使命召唤》官方网站上的一条图片网址流出，该链接指向游戏的logo和2012年4月28日的公布日期。后来链接遭删除。2012年4月18日，Kotaku收到“零售商来源”的图片。该图虽缺少游戏名称，但明确指代《黑色行动》，5月2日的日期似乎有所透露。2012年4月27日，IGN读者理查德（Richard）公布两张目标百货预购卡图片，证实了游戏名称和发售日。卡片清楚显示《使命召唤：黑色行动II》和发售日2012年11月13日。

### 消息透露

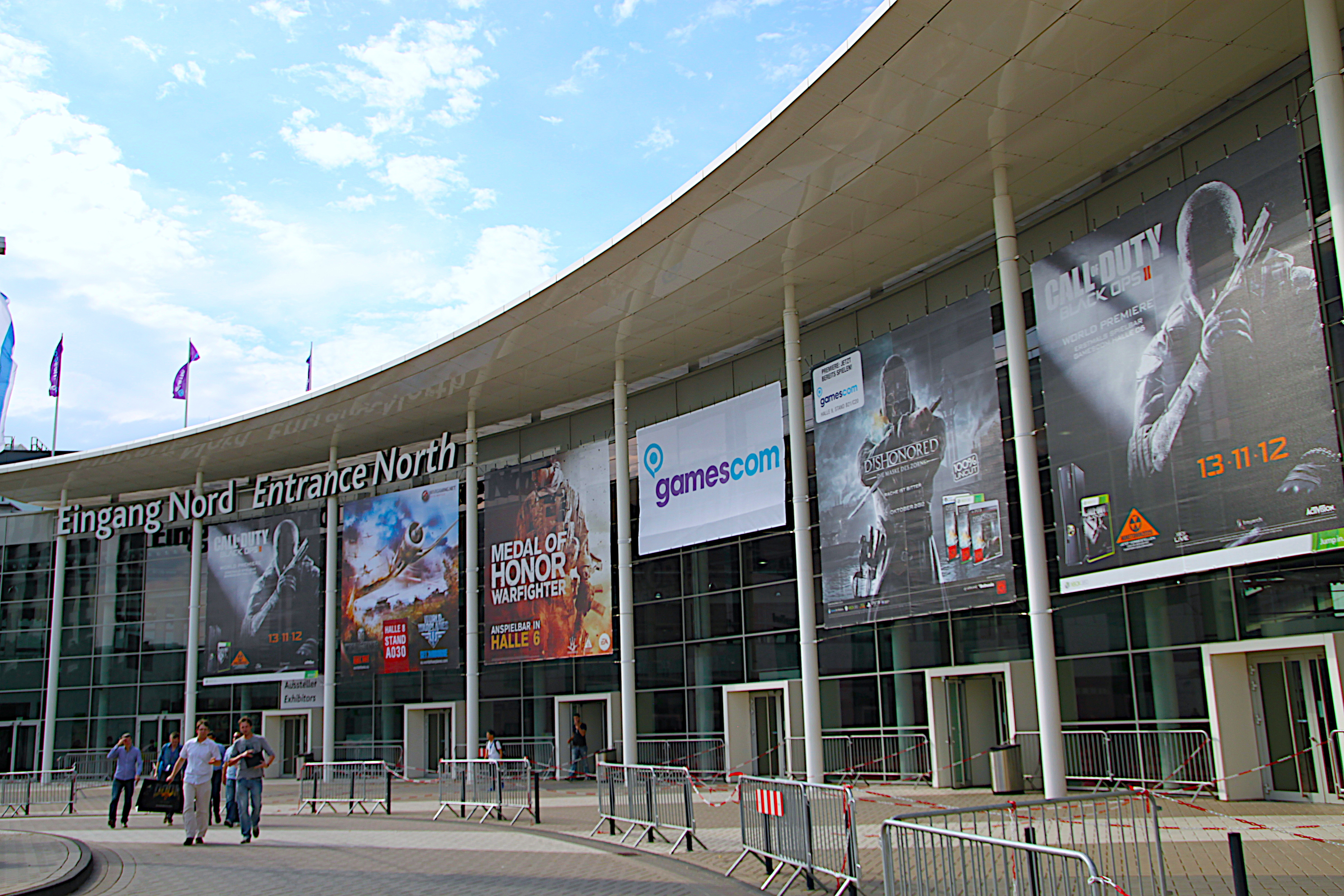
2012年德国科隆Gamescom大展展出的《使命召唤：黑色行动II》广告。

2012年4月23日，动视重新设计CallofDuty.com，宣布游戏将于2012年5月1日TNT转播NBA季后赛期间公布。网站艺术图完美符合Kotaku收到的所谓零售商泄露图。然而，距电视正式公布还有数小时，官方网站便上线透露作品名、证实PC、PlayStation 3及Xbox 360发售日和“21世纪冷战”设定的部分。动视暗示游戏最终或成为任天堂平台独占作品， 尽管官方未正式宣布。动视承诺，游戏预演以YouTube预告片形式公布，详述未来主义设定、前作回归角色和冲突经过。
游戏公布后，游戏创下比前作高出三倍的预购率记录。评论家指出预告片类似于《合金装备4：爱国者之枪》的地方。2012年7月19日，Treyarch发布第二支预告片，深挖游戏剧情。编剧大卫·S·高耶表示剧情“比好莱坞电影精彩”。

### 游戏修改
开发阶段，Treyarch介绍一直是系列标志的多人游戏模式游戏机制的多个修订，包括引入“多团队”游戏，允许三支或以上的玩家队伍同时比赛，打破传统的两两对决模式；修改“Create-A-Class”功能，允许玩家挑选比赛中使用的枪支、附件、武器伪装和额外奖励（游戏机制更改方面的额外奖励）。给予杀死对手玩家游戏奖励的“连杀”（Kill Streak）被改为“连杀得分”（Score Streaks）。因此，玩家需要执行特定动作才能解锁奖励，如击杀对手、成功占领地盘等，而非简单击杀对手。此外，前作中的“赌博模式”（Wager Matches）被删除。这些改变的引入，将重点转移到以任务为主的游戏玩法，奖励团队协作的玩家，使新玩家更容易上手。
此外，Treyarch宣布计划将游戏整合到“电子竞技”领域。为此，Treyarch推出匹配系统，根据游戏技能匹配玩家，确保在线游戏的玩家技能方面相对平等。他们还宣布流媒体传输功能“CODcasting”，让玩家们将他们的游戏实况从主机直接传输到YouTube。
游戏支持玩家用HDMI线连接3D电视游玩。进入多人模式前，玩家需要打开“选项”菜单中的3D选项。

### 原声带
游戏原声带由杰克·沃尔作曲，主题音乐作曲是1988年成立的工业摇滚乐队九寸钉乐团领导者特伦特·雷泽诺。原声带收入硬皮版（Hardened Edition）和珍藏版（Care Package）。同时在iTunes和亚马逊发布的版本额外收录两首布莱恩·图伊（Brian Tuey）创作歌曲和沃尔夫冈·阿马德乌斯·莫扎特的《G小调第40号交响曲》。此外，史奇雷克斯和阿尔文·里斯奇歌曲《Try It Out》在游戏中使用，但收录于原声带专辑。战役模式结束后的片尾彩蛋中，伍兹和梅南德斯与重金属乐队七级炼狱在音乐会上表演，分饰鼓手和伴唱吉他。乐队之所以选择伍兹当鼓手，是因为原来的鼓手The Rev因药物过量于2009年12月28日死亡。乐队歌曲《Shepherd of Fire》亮相僵尸模式“起源”（Origins）。

### 真人短片
迎接DLC的发布，动视发布真人短片。片中，精心打扮的彼得·斯特曼扮演“替身”（Replacer），率领一众共同朋友在你的日常生活中取代你，让你安坐在家中游玩《黑色行动II》的新内容。斯特曼之后解释了他的工作目的，展示他已经在多个场合中随机接管许多人的工作，如乔装成怀孕女性的丈夫到办公室工作，忍受祖母连珠炮式的话语等情况。
宣传第二部DLC《起义》（"Uprising"）时，喜剧演员J·B·斯莫夫在《替身》的第二次制作中加入斯特曼。片中两人保持随意的关系。斯特曼通常扮演新替身斯莫夫的导师，指出他在工作时的各种怪癖，如代替律师时为客户辩护时的表现不佳，导致客户入罪。

## 可下载内容
Treyarch在发行游戏时发布了《黑色行动II》的季票。2012年12月12日，核爆镇僵尸地图向Xbox 360季票持有者开放，1月17日开发给PC持有者，而PlayStation 3持有者的开发日期因PSN技术问题，推迟到两天后的1月19日。2013年4月13日，地图作为PC单独下载包发布。
首个DLC包《革命》（Revolution）于2013年1月8日、1月29日和2月28日分别登陆Xbox 360、PC和PS3，包含四张联机地图Downhill、Hydro、Mirage和Grind和两张僵尸模式地图Turned和Die Rise。此外还推出首个DLC武器和平守卫者（The Peacekeeper）。Turned发生在原有的TranZit地图的Diner部分，允许多达四名的玩家分成两队对决，一个正常人对阵三个僵尸。Die Rise是僵尸生存地图的升级版，发生在被毁的写字楼中，玩家在楼层之间穿梭须使用电梯。
游戏微交易个性包于2013年3月12日登录Xbox 360，4月12日登录PC和PS3。个性包允许对多人模式进行小更改，如击杀通知栏加入玩家国家国旗，新增武器皮肤，允许玩家使用更多的Create-a-Class插槽。
第二部DLC《起义》于2013年4月16日登录Xbox 360，5月16日登录PC和PS3，包括新僵尸地图Mob of the Dead和新联机地图Magma、Vertigo、Encore和Studio（《黑色行動》人氣地圖Firing Range重製版）。
第三部DLC《复仇》（Vengeance）于2013年7月2日登录Xbox 360，8月1日登录PC和PS3，包括新僵尸地图Buried和新联机地图Cove、Detour、Rush和Uplink（《黑色行動》人氣地圖Summit重製版）。
第四部也是最后一部主要DLC《启示录》（Apocalypse）于2013年8月27日登录Xbox 360，9月26日登录PC和PS3，其中正木武雄、尼古莱、爱德华·希霍托芬、邓普西等老角色在新僵尸图Origins中回归，此外还有新联机地图Pod、Frost及《使命召唤：世界战争》和DLC《黑色行动：先发制人》（Black Ops: First Strike）热门地图Courtyard和Stadium的重制版。
2014年7月8日，动视宣布发行Wii U版地图Nuketown 2025。